# HBC Izegem
Handbalclub Izegem, afgekort als HBC Izegem, is een Belgische handbalclub uit het West-Vlaamse Izegem. Izegem is aangesloten bij de VHV.